# Androsace kuvajevii
Androsace kuvajevii är en viveväxtart som beskrevs av M.T. Mazurenko. Androsace kuvajevii ingår i släktet grusvivor, och familjen viveväxter. Inga underarter finns listade i Catalogue of Life.